# 寺田寿男
寺田 寿男（てらだ としお、1945年9月3日 - ）は、日本の実業家、馬主。
「アート引越センター」として知られるアートコーポレーションの前身である寺田運輸の創業者であり、2000年12月に同社の代表取締役会長に就任した。妻はアートコーポレーション社長の寺田千代乃。

## 人物

### 出生から起業まで
1945年9月3日、大阪の下町で出生した寺田は、昔から運動が得意な少年であったという。特に乗り物には、強い憧憬の念を抱いており、当時はサラリーマンの月給ほどした自転車を買うため、小学校のときに近所の材木屋でアルバイトをしていたほどであったという。私立興國商業高等学校進学後は、オートバイに傾倒するようになり、2年で高校を中退した後は、オートレース選手 を目指して鈴鹿サーキットに通った。後の妻となる千代乃（旧姓山本）と出会ったのも同じ頃である。バイクを走らすときは、よく千代乃を後ろに乗せていたという。
その後、友人の事故死をきっかけにオートレース選手の道を諦め、興味の対象を自動車に移す。鋼材問屋である井出商店にトラック運転手として就職した寺田は、インテリアショップで働いていた千代乃とともに貯金をし、20歳のときには、日産・スカイラインを購入した。自動車の運転に絶対の自信を持っていた寺田は、1968年に井出商店の社長の後押しをうけ独立し、寺田運輸（後のアートコーポレーション）を興した。

### 事業の黎明期
寺田は、当時固定制が普通であった給与を歩合制へ変更し、若い従業員の信頼を得ることに成功した。また車好きであった寺田は、積載量を増やすようトラックを改造するなどして、着実に利益を伸ばしていった。
寺田の経営手腕を認めた井出商店の社長は、共同経営の提案を申し出るが、寺田はこれを拒否する。その後、1971年に井出商店の社長からの借金を清算させた寺田は、1972年に事業を正式に法人化させ、寺田運輸株式会社を設立した。法人化の際、寺田は自らの肩書きを社長ではなく、「営業課長」とし、会社営業の最前線に身を置いた。

### 「引っ越し業」の開拓
寺田は勤務中のあるとき、雨の日にトラックが引っ越しの荷物を積んでいる光景をみて、引っ越し業への参入を着想した。当時、引っ越しは運送業者の副業として行われていたが、作業員に荷を盗まれたり、荷が雨風にさらされたりするなど、現在の引っ越し業に比べはるかに拙劣なものであった。寺田は、当時懇意にしていた立石電機（後のオムロン）が当時としては珍しい週休二日制を採用していたことを利用し、立石電機向けのアルミバンを週末の二日間だけ水性塗料で「引っ越し専用車」と上塗りするという妙案を思い付く。寺田は、すぐさま資金繰りや陸運局の免許取得などの手続きに取り掛かり、紆余曲折の末、1977年6月にアート引越センター株式会社を設立した。寺田は、引っ越しなど家庭に関することは女性に決定権があることが多いという点に目をつけ、妻の千代乃を社長に就かせ、女性のニーズにきめ細かく対応できるようにした。
事業が軌道に乗った後も寺田は、家族と家財を同時に運ぶ「ドリームサルーン21」や引っ越しの際に自動車も一緒に運ぶ「CAR CARRY21」などヒットとなるサービスを次々と生み出した。また、新たなサービスを発案すると、すぐに実用新案権を取得していたので、他社が追随することは困難であった。

### 経営のカリスマとして
次々と新しいサービスを展開し、常に高い顧客満足度を維持させる寺田の能力に対する評価は高い。また経営に関する書籍の中には、企業という組織の中でいかにして従業員の信頼を勝ち取るか、寺田が信条としてきたものに学ぼうとするものも存在する。
2003年には、アート引越センターの成功をテーマに、寺田と妻の千代乃をモデルにしたテレビドラマ『あなたの人生お運びします!』が製作されている。

### 女子生徒への淫行
2010年6月、芸能プロダクション社長から紹介された16歳の女子生徒に対し、芸能界入りと引き替えにわいせつな行為に及んだとして警視庁が東京都青少年健全育成条例違反（淫行）の容疑で書類送検した。

## 馬主活動と所有馬

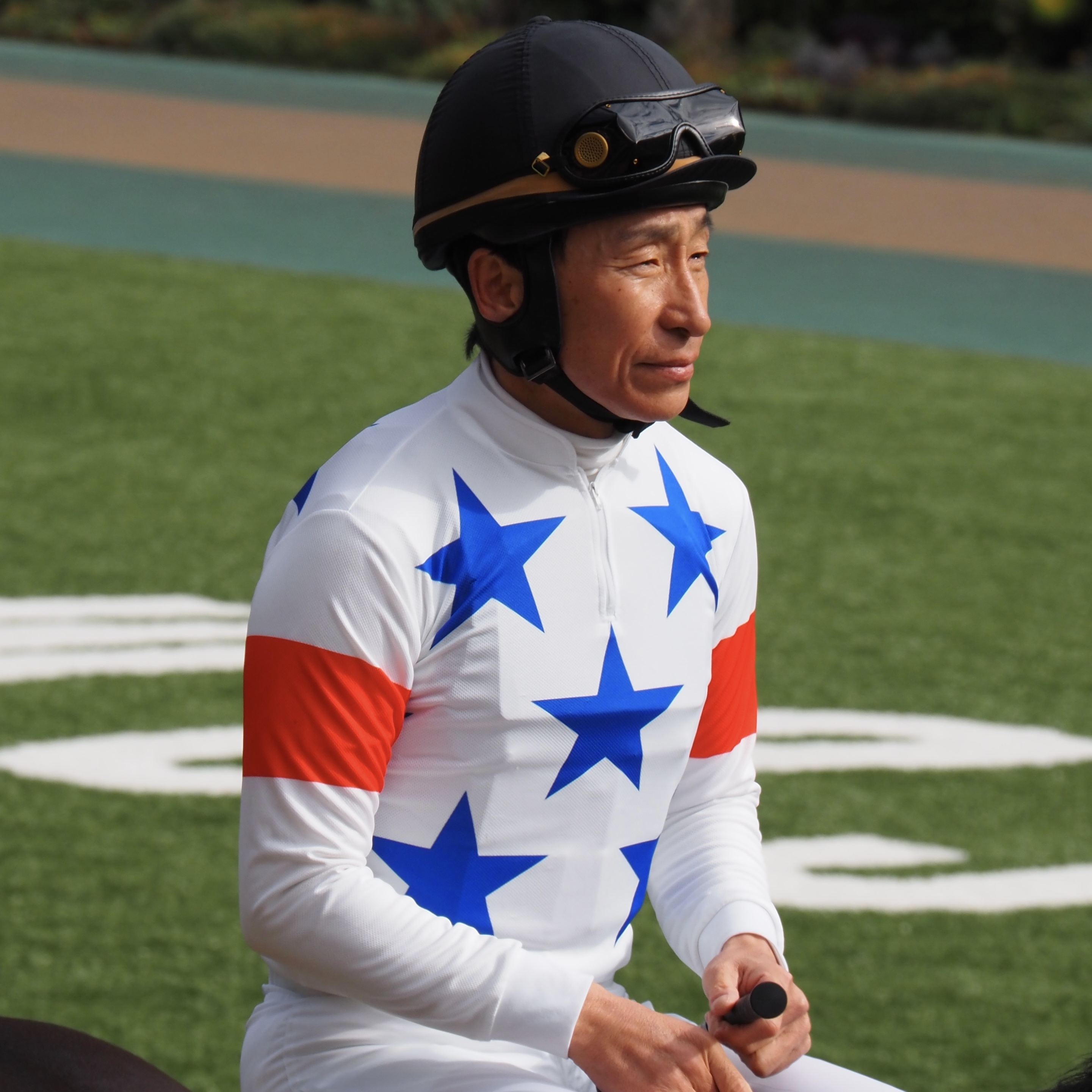
寺田の勝負服を着用した横山典弘

日本中央競馬会（JRA）に登録する馬主としても知られる。勝負服の柄は「白、青星散、袖赤一本輪」（2023年3月までは「白、青星散、白袖」）、冠名は特に用いない。
妻の千代乃も馬主であり、重賞勝ち馬を多数所有している（記事の主な所有馬を参照）。

### 主な所有馬
- ムガムチュウ（2000年北海道3歳優駿、2001年ダービーグランプリ）
- レガーロ（2015年全日本2歳優駿2着）
- ロイカバード（2016年きさらぎ賞3着、京都新聞杯3着、新馬戦の「5億円対決」で知られる[17]）
- ハピ（2022年鳳雛ステークス、シリウスステークス2着、みやこステークス3着）
- アウトレンジ（2024年浦和記念、2025年平安ステークス）